# Comuna Korjivka, Starokosteantîniv
Korjivka (în ucraineană Коржівка) este o comună în raionul Starokosteantîniv, regiunea Hmelnîțkîi, Ucraina, formată din satele Korjivka (reședința) și Maharînți.

## Demografie
Componența lingvistică a comunei Korjivka
     Ucraineană (99,3%)
     Alte limbi (0,7%)
Conform recensământului din 2001, majoritatea populației comunei Korjivka era vorbitoare de ucraineană (99,3%), existând în minoritate și vorbitori de alte limbi.